# Ludwig Ernst Christian von Kyckpusch
Ludwig Ernst Christian von Kyckpusch (auch: Kykbusch oder Kykpusch, * 25. Februar 1774 in Rudolstadt; † 3. September 1827 in Breslau) war ein preußischer Generalmajor und Kommandant der Festung Silberberg.

## Leben

### Herkunft
Seine Eltern waren Christian Josias von Kyckpusch und dessen Ehefrau Luise Karoline, geboren von Boeltzig, eine Tochter des Oberjägermeisters von Böltzig aus Merseburg. Sein Vater war fürstlich schwarzburg-rudolstädtischer Hof- und Konsistorialrat sowie Vizekonsistorialpräsident in Frankenhausen am Kyffhäuser.

### Militärlaufbahn
Kyckpusch wurde bis zum Alter von 12 Jahren zu Hause unterrichtet und kam dann nach Homburg vor der Höhe. Am 1. November 1788 wurde er Gefreitenkorporal im Infanterieregiment Nr. 5. Dort wurde er 1790 Portepeefähnrich und am 14. Januar 1792 Fähnrich. Während des Ersten Koalitionskrieges kämpfte er in der Schlacht bei Kaiserslautern sowie in den Gefechten bei Vicogne, St. Amand, Valenciennes, Famars, St. Imbert und der Belagerung von Landau. In der Zeit wurde er am 20. Februar 1794 zum Sekondeleutnant befördert. 
Im Jahr 1801 wurde er zum Allgemeinen Kriegsschule nach Berlin kommandiert. Am 1. März 1803 wurde er Premierleutnant und kam 20. März 1804 als Adjutant in den Generalstab. Am 19. Juni 1803 wurde er zum überkompletten Quartiermeisterleutnant ernannt. Am 20. Oktober 1805 wurde er Stabskapitän im Generalstab und wirklicher Quartiermeisterleutnant im Korps des Generals Rüchel, aber am 1. September 1806 kam er als Generalstabsoffizier zur Division Wartensleben. Im Vierten Koalitionskrieg kämpfte er in der Schlacht bei Auerstedt, rettete sich nach Magdeburg, wo er nach der Kapitulation in Gefangenschaft ging.
Nach dem Frieden von Tilsit wurde er am 26. Dezember 1807 zum Major im Generalstab ernannt. Am 5. Mai 1808 erhielt er den Orden der Heiligen Anna II. Klasse und am 26. Dezember 1808 kam er zum Korps des Generals Blücher. Am 6. November 1809 bekam er die Leitung der Examinationsangelegenheiten für Offiziere der Armee. Am 4. März 1812 kam er als Generalstabsoffizier der Kavalleriedivision des preußischen Armeekorps in Russland. Während Napoleons Russlandfeldzug 1812 kämpfte er im Gefecht bei Friedrichsstadt, dafür erhielt er am 14. Dezember 1812 den Orden Pour le Mérite. Am 6. März 1813 kam er als Bataillonsführer zum Reservebataillon in Preußen, bereits am 21. Juli 1813 wurde er Generalstabsoffizier bei der Division Puttlitz an der Niederelbe und am 11. August 1813 wurde er Oberstleutnant.
Während der Befreiungskriege kämpfte er in den Gefechten bei Luckau, Königsborn, Hagelberg sowie den Belagerungen von Magdeburg und Wesel. Für Wesel erhielt er das Eiserne Kreuz II. Klasse und den schwedischen Schwertorden.
Am 30. März 1815 kam er als Kommandant in die Festung Pillau, aber bereits am 18. Mai 1815 wurde er von der Stellung wieder entbunden und kam zum III. Armee-Korps. Am 31. Mai 1815 wurde er zum Oberst befördert, schied am 11. Juni 1815 aus dem Generalstab aus und kam zum Generalleutnant Johann Adolf von Thielmann zur besonderen Verwendung. Aber schon am 5. Oktober 1815 wurde er zum Kommandanten von Trier ernannt und am 27. November 1817 nach Silberberg versetzt. Dort wurde er am 30. März 1820 zum Generalmajor mit Patent zum 7. April 1820 befördert. Am 26. Juli 1825 erhielt er das Dienstkreuz, bevor er am 3. September 1827 in Breslau verstarb.

### Familie
Er heiratete am 26. Dezember 1809 in Königsberg Kathrina Charlotte Raabe (* 19. März 1785; † 23. November 1837), der ältesten Tochter des Wagenfabrikanten und Kirchvorstands Erdmann Raabe. Der König schenkte der Witwe am 19. Januar 1828 300 Taler mit der Bemerkung, dass die hierin einen Beweis seiner Teilnahme erblicken sollte.